# خوسيه هرنانديز ديلجاديلو
خوسيه هرنانديز ديلجاديلو (بالإسبانية: José Hernández Delgadillo)‏ هو رسام مكسيكي، ولد في 1927، وتوفي في 26 ديسمبر 2000.